# A-1605
La A-1605 es una carretera que discurre por el valle del río Isábena y conecta las localidades de Graus con Bonansa y la N-260.

## Recorrido
Atraviesa las localidades de Graus, Capella, Pociello, Laguarres, Laguarres, Roda de Isábena, La Puebla de Roda, Serraduy, Pardinella, Beranuy y Bonansa.
- Datos: Q28503547